# Usuário (computação)
Um usuário (português brasileiro) ou utilizador (português europeu) é um agente, tanto um agente humano (usuário final) como um agente de software, que usa um computador ou serviço de rede. Os usuários de sistemas computacionais e produtos de software geralmente não possuem o conhecimento técnico necessário para entender completamente como eles funcionam. Os usuários avançados usam recursos avançados dos programas, embora não tenham, necessariamente, habilidades de programação de computadores e administração de sistemas.
Um usuário, muitas vezes tem uma conta de usuário e é identificado por um nome de usuário. Outros termos para nome de usuário incluem o nome de login, nome de tela (screenname), apelido (nick) ou identificador, que é derivado do termo do Serviço Rádio do Cidadão.
Alguns produtos de software fornecem serviços para outros sistemas e não possuem usuários finais diretos.
Os usuários também são amplamente caracterizados como a classe de pessoas que usam um sistema sem conhecimento técnico completo necessário para compreender totalmente o sistema. Em contextos relacionados a hackers, tais usuários também estão divididos em lusers e usuários avançados.
Em projetos em que o ator do sistema é um outro sistema ou um agente de software, é muito possível que não haja usuário final para o sistema. Neste caso, os usuários finais para o sistema seriam usuários finais indiretos.

## Usuário final
O termo usuário final diferencia as pessoas que utilizam o sistema ou consomem seus produtos das pessoas ou organizações que o mantém, pagam ou desenvolvem.

## Usuário de sistema
Em sistemas operacionais multi-usuário, como sistemas baseados em Linux, há a separação de privilégios. Cada processo executa com seus privilégios específicos e pode executar apenas um número limitado de tarefas. Enquanto o processo não for executado como o usuário root (o privilégio de administrador mais poderoso) ele só pode manipular arquivos e tarefas que são atribuídas a esse usuário particular.
Esta separação de privilégios fornece um pequeno muro de segurança, porém funcional: enquanto todos os seus usuários utilizam o sistema com a suas contas de usuário, e não com a conta root, o pior que pode acontecer é que o usuário remova seus próprios arquivos - o sistema em si é deixado intocado. Por esta razão, os usuários sempre são alertados a não usar a conta root.
Para impor a separação de privilégios, contas do sistema específicas são criadas para cada tarefa. Se um servidor de email for executado em um sistema, por exemplo, este servidor terá uma conta de usuário no referido sistema.
Estas contas não são utilizáveis por usuários regulares e, consequentemente, não permitem que eles realizem logon no sistema. Elas existem apenas para permitir que processos específicos executem com suas próprias permissões e privilégios.